# Otryadyn Gündegmaa
Otryadyn Gündegmaa (n. 23 mai 1978, Ulaanbaatar, Republica Populară Mongolă) este o trăgătoare de tir ce a reprezentat Mongolia, medaliată olimpică. A participat la 7 ediții ale Jocurilor Olimpice (1996, 2000, 2004, 2008, 2012, 2016, 2020) în care a câștigat o medalie de argint.